# Frank Bowden
Frank Bowden (Devon, 30 gennaio 1848 – 25 aprile 1921) è stato un imprenditore inglese, fondatore della Raleigh Bicycle Company.

## Biografia
Bowden (Sir Frank Bowden, 1st Baronet) nacque nel Devon e fece fortuna a Hong Kong negli anni settanta dell'Ottocento. Quando tornò in Inghilterra fu gravemente malato e il medico gli diede sei mesi di vita.
Bowden comprò una bicicletta su indicazione del medico, in un piccolo negozio di Raleigh Street a Nottingham, tenuto da Messrs Woodhead, Angois ed Ellis. Fu così impressionato dal riacquisto della salute che decise di comprare la fabbrica negozio nel 1887-88. Venivano prodotte tre biciclette a settimana. Tre anni più tardi la fabbrica si trasferì in un sito più grande, un palazzo nella Russell Street. Il nome dell'azienda divenne Raleigh Cycles. Nel 1896 fu il più grande costruttore di biciclette del mondo nella sede di Faraday Road a Nottingham. Visse a The Ropewalk, sempre a Nottingham.
Sviluppò anche la Sturmey Archer Gears.
Scrisse Cycling for Health and Points For Cyclists nel 1913. 
Nel 1915 divenne baronetto della città di Nottingham. Divenne socio della Royal Geographical Society e Justice of the Peace.
Visse più tardi a Thame Park, Oxfordshire, dimora di 100 stanze prima monastero cistercense.

### Morte
Sir Frank morì il 21 aprile 1921, all'età di 73 anni, e gli succedette il figlio Harold Bowden che guidò la Raleigh per i successivi 17 anni divenendo presidente della British Cycle and Motor-Cycle Manufacturers and Trader Union. Lady Bowden morì nel 1937.

### Vita privata
Bowden sposò Amelia Frances, ereditiera americana e figlia del colonnello Alexander Houston, della California, il 17 settembre 1879. I due ebbero sei figli: Helen, Winifred, Caroline, Sylvia, Harold e Claud.